# Запис Ђорђевића храст (Доње Штипље)
Запис Ђорђевића храст (Доње Штипље) се налази на парцели чији је власник Ђорђевић Слободанка.

## Локација
| Општина             | Јагодина                                                                    |
| Катастарска општина | Доње Штипље                                                                 |
| Потес               | Гај                                                                         |
| Координате          | 44° 00′ 52″ С; 21° 10′ 49″ И / 44.014400000000002° С; 21.180199999999999° И |
| Надморска висина    | 275m                                                                        |

## Карактеристике
Дендрометријске вредности утврђене на терену и сателитским снимцима:
| Стабло                     | Храст |
| Висина стабла              | m     |
| Обим дебла                 | m     |
| Пречник крошње             | 24m   |
| Пречник дебла              | m     |
| Висина дебла до прве гране | m     |

## База записа
Запис је у оквиру Викимедија пројекта "Запис - Свето дрво" заведен под редним бројем 0260.